# Jessica Collins (actrice, 1971)
Pour les articles homonymes, voir Jessica Collins, Jessica Lynn (homonymie), Lynn et Collins.
Jessica Collins, de son vrai nom Jessica Lynn Capogna, née le 1er avril 1971 à Schenectady (New York), est une actrice américaine. Elle est principalement connue pour son rôle d'Avery Clark dans le soap-opéra Les Feux de l'amour.

## Biographie

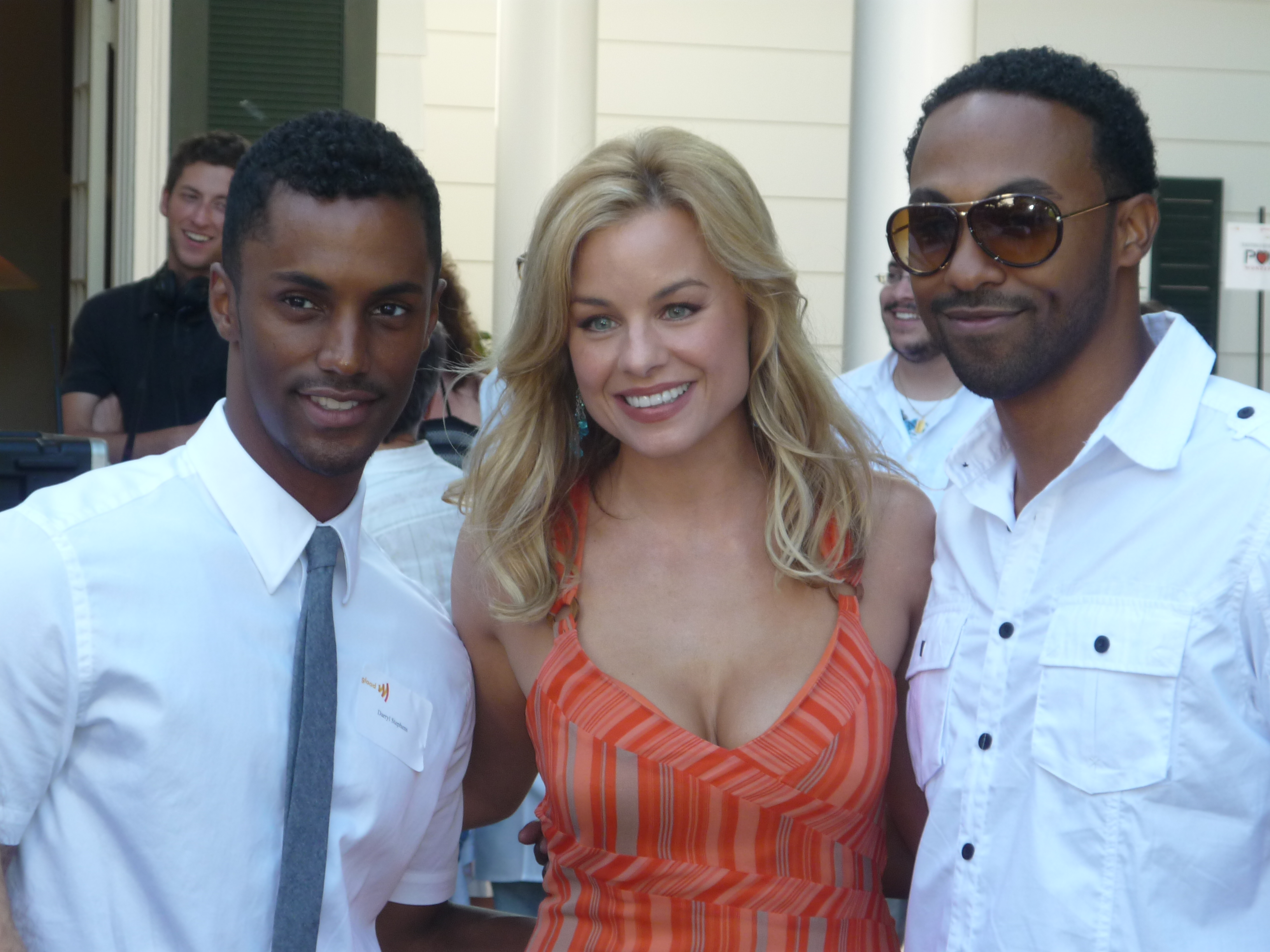
Jessica Collins en 2010.

Jessica Lynn Capogna est née le 1er avril 1971 à Schenectady. Elle a 2 frères cadets, qui sont jumeaux, nommés Zach et Chad Capogna, et une sœur cadette, nommée Olivia Capogna.
En 2003, Jessica se fait connaître du grand public en jouant le rôle de Meredith Davies, la sœur de Tru Davies (Eliza Dushku), dans la série télévisée Tru Calling : Compte à rebours.
Elle obtient, en 2011, le rôle d'Avery Clark dans le soap-opéra Les Feux de l'amour. Elle décide de quitter le soap, en 2015, à la suite d'un profond désaccord avec le scénariste, Chuck Pratt Jr.
Jessica est, aussi, un chef cuisinier professionnel. Elle produit et anime sa propre émission de cuisine appelée "Sugared" et tient un blog de cuisine.

## Vie privée
Elle a épousé Robert Tyler le 11 novembre 1996. Le couple a divorcé le 15 février 2002, citant des différents irréconciliables.
Depuis début 2015, elle est la nouvelle compagne de l'écrivain et réalisateur américain Michael Cooney (le fils de l'écrivain Ray Cooney). Le couple a accueilli une petite fille, le 23 janvier 2016, nommée Jemma Kate Collins Cooney. Le 4 mai 2016, le couple s'est marié à Los Angeles.
Jessica vit, actuellement, à Los Angeles avec son mari, Michael, et leur fille, Jemma Kate.

## Filmographie

### Cinéma
1998 : best of the best 4 : karina 
- 1997 : Leprechaun 4 : Destination cosmos : Dr Tina Reeves
- 2000 : De toute beauté (Beautiful) : Miss Lawrenceville
- 2002 : Arrête-moi si tu peux (Catch Me If You Can) de Steven Spielberg : Peggy
- 2010 : Open House : Lauren

### Télévision
- 1991-1994 : Amoureusement vôtre : Dinah Lee Mayberry Alden
- 1992 : La Force du destin : Dinah Lee Mayberry Alden
- 1995 : Loïs et Clark : Mindy Church
- 1997 : Star Trek: Voyager : Linnis Paris
- 1997 : Beverly hills 90210 : Jody Carlisle
- 2000 : Dawson : Sherry Eisler
- 2003-2004 : Tru Calling : Compte à rebours : Meredith Davies
- 2004 : Everwood : Cameron
- 2006 : Mon oncle Charlie : Gloria
- 2007-2008 : Big Shots : Marla
- 2009 : Nip/Tuck : Tracy Pierce
- 2011 : Memphis Beat : Margo
- 2011-2015 : Les Feux de l'amour : Avery Bailey Clark
- 2011-2019 : It's Always Sunny in Philadelphia : Jackie Denardo
- 2012 : NCIS : Enquêtes spéciales : Judy
- 2014 : Perception : Agent Spécial Anne-Marie Bishop
- 2018 : Grey's Anatomy : Denise
- 2018 : 9-1-1 : Saison 1 - Episode 6 (Les Bourreaux des cœurs) : Christina Gallagher
- 2019 : Dolly Parton's Heartstrings : Monica
- 2021 : Acapulco : Diane

## Nominations
- 1994 : Soap Opera Digest Award
- 2013 : Daytime Emmy Awards : Meilleur second rôle dans une série dramatique pour son rôle d'Avery Clark dans Les Feux de l'amour.